# GenoPro
GenoPro és una aplicació de programari per dibuixar arbres genealògics i genogrames. GenoPro pot emmagatzemar informació addicional com ara imatges, contactes, llocs, fonts, ocupació i història d'educació per a cada individu, així com documentar les relacions entre individus.
Està disponible en 56 llengües, entre les quals, el català.

## Història
GenoPro va ser creat l'any 1998 per Daniel Morin mentre estudiava enginyeria informàtica a la Universitat de Waterloo. La idea va sorgir quan el seu pare li va demanar de dissenyar un genograma quan estudiava per esdevenir conseller familiar.
La primera versió 1.00, es va anomenar Generations. Aquesta versió era una petita versió portàtil de programari gratuït de 32 bits de només 202 kB que funcionava amb Windows. Amb tota la informació útil i la possibilitat d'editar de manera molt senzilla un arbre generacional de pares i fills.
GenoPro ha tingut moltes actualitzacions i millores constants al llarg dels anys. La següent és una llista de les actualitzacions principals de números de versió.
- Desembre de 2006 - GenoPro 2007 també conegut com GenoPro 2.0
- Agost de 2009 - GenoPro 2.5.0.0
- Desembre, 2010 - GenoPro 2011
- Octubre de 2015: es va llançar GenoPro 2016.